# Tenji

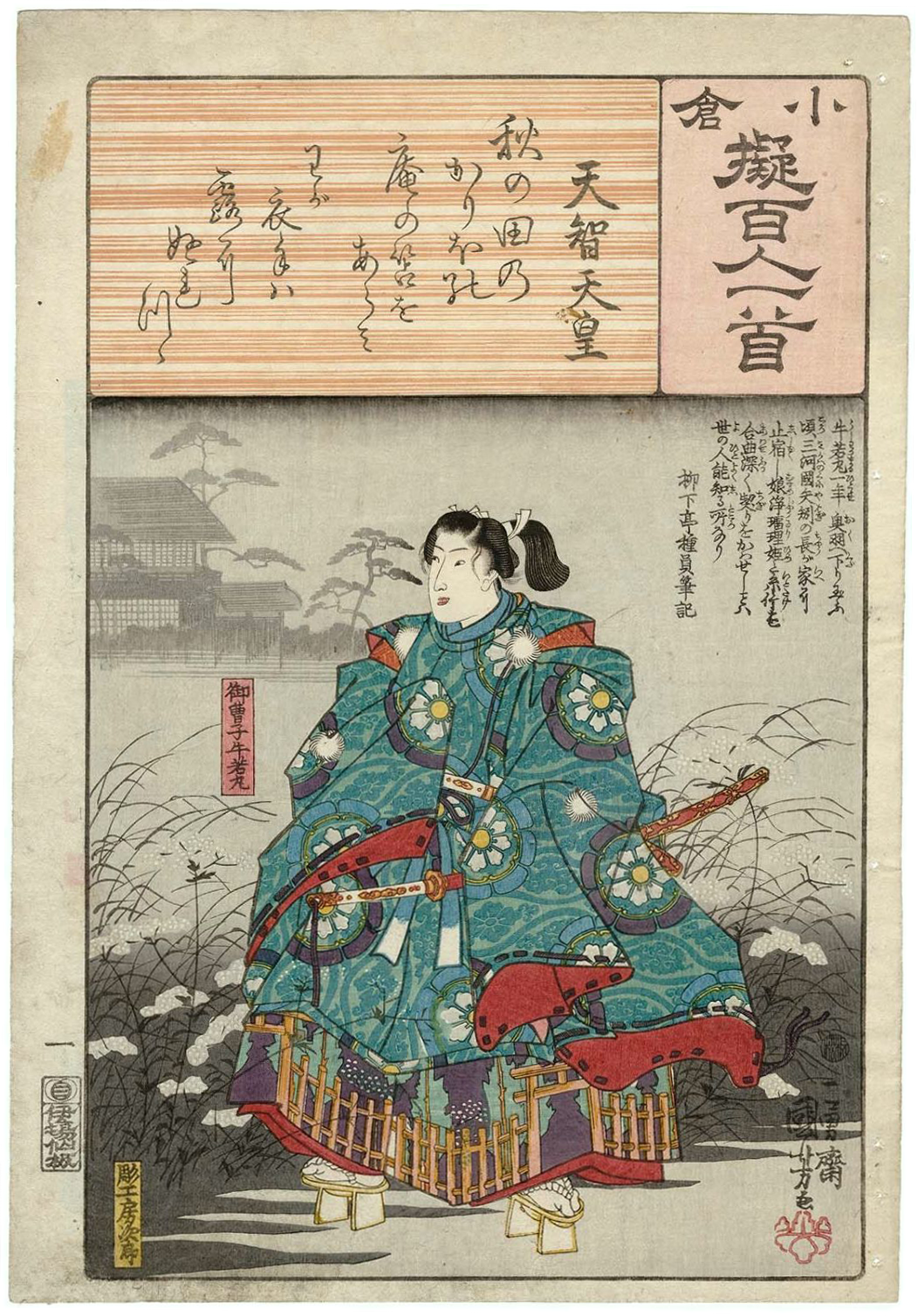
Tenji (um 1845)

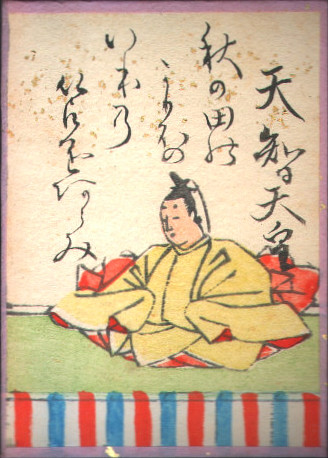
Tenji, Illustration aus einer Hyakunin-Isshu-Ausgabe (Edo-Zeit)

Tenji (jap. 天智天皇, Tenji-tennō; * 626; † 7. Januar 672, auch Tenchi) war der 38. Tennō von Japan. Sein Eigenname war Prinz Naka-no-Ōe (中大兄皇子, Naka-no-Ōe no miko/ōji).

## Leben
Er war der erste Sohn des Jomei-tennō und dessen Gemahlin Kōgyoku und als solcher Kronprinz. Seine Verschwörung mit den Nakatomi gegen die Soga und die eigenhändige Ermordung Soga no Irukas vor den Augen der Kaiserin führte zur Einsetzung seines Onkels Kōtoku zum Tennō. Nach dem Tod von Kaiser Kōtoku 654 nahm seine Mutter Kōgyoku den Namen Saimei an und gelangte wieder an die Macht. Sie herrschte nochmals von 655 bis 661. Die Kaiserin wurde in Kyūshū auf einer Reise nach Korea, wo Kämpfe ausgebrochen waren, getötet. Er herrschte von 661 bis 672, bis 668 noch unter dem Titel Kronprinz. Er hatte ab 667 seinen Hof im Lande Ōmi von Yamato und nannte diese neue Residenz Ōmi Otsu-no-miya, kurz Ōmi-kyō, im heutigen Ōtsu in der Präfektur Shiga.
Insgesamt soll er 14 Kinder gehabt haben. Seine Kaiserin war Yamatohime no Ōkimi (倭姫王). Er war der Vater des Kōbun-tennō und der Jitō-tennō, die die Frau seines Bruders wurde, des Prinzen Ōama, bekannt als Temmu-tennō. Auch der Junnin-tennō und der Kōnin-tennō waren seine Enkel.
Tenji wird im Schrein-Shintō als Kami im Ōmi-jingū in Ōtsu und im Irie-Schrein (Präfektur Shiga) verehrt.

## Hintergrund der Taika-Reformen
Prinz Naka no Ōe (der spätere Kaiser Tenji) und Nakatomi no Kamatari (Ahnherr des Fujiwara-Klans) brachen, als Fadenzieher 645 im Isshi-Zwischenfall, die Vorherrschaft der Familie Soga. Im Rahmen der folgenden, die Zentralregierung stärkenden, Taika-Reformen (ab 645/6) wurden nicht nur, in Anlehnung an chinesische (Tang) Praxis, Beamtenränge und Standestitel eingeführt bzw. modifiziert, sondern auch zum Zwecke der Steuererhebung, detaillierte Regelungen zu Landbesitz, Privilegien und Untertanen-Pflichten getroffen. Das Finanzwesen erforderte auch eine Normung von Maßen, Gewichten und anderen Einheiten. Bereits 652 war, durch die Abschaffung von Privateigentum an Grund und Boden (alles Land gehörte dem Kaiser und wurde verliehen; ab 743 durften Bauern neues Land, das sie selbst erschlossen hatten als Eigentum auf Dauer behalten), mit dem Handen shūjo no hō die gleichmäßige Vergabe von Land an alle (erwachsenen, wehrfähigen) Freien, und deren Besteuerung, geregelt worden. Beschleunigt wurde die auf Zentralisierung abzielende Reform durch die Niederlage in Paekche (Korea, 663). In Tenjis Regierungszeit fällt auch die Vorbereitung der ersten niedergeschriebenen Gesetzeswerke, die jedoch erst nach Tenjis Tod offiziell verkündet wurden (Ōmi- und Kiyomigahara-Gesetze 682 bzw. 689).
Das entstandene bürokratische Regierungs- und Verwaltungssystem Ritsuryō bestand offiziell bis zum Ende der Edo-Zeit, faktisch jedoch seit Ende der Heian-Zeit nur noch dem Namen nach. Üblicherweise bezeichnet es jedoch nur die Zeit der „direkten“ Herrschaft durch den Kaiser bis 1184.